# James B. Sumner
James Batcheller Sumner (n. 19 noiembrie 1887, Canton⁠(d), Massachusetts, SUA – d. 12 august 1955, Buffalo, New York, SUA) a fost un chimist american, laureat al Premiului Nobel pentru chimie (1946).